# Большой Шар
Большой Шар — река в России, протекает по Зилаирскому району Башкортостана. Длина реки составляет 26 км. Площадь водосборного бассейна — 127 км².
Начинается в дубово-берёзовом лесу. Течёт по нему в южном направлении, в низовьях отклоняется к юго-востоку. Устье реки находится на 78-м км левого берега реки Зилаир на высоте 395,6 метра над уровнем моря. Ширина реки вблизи устья — 10 метров, глубина — 1 метр.
Основные притоки — Сосновка (пр), Малый Шар (лв), Медвежиха (пр), Репный (пр).

## Данные водного реестра
По данным государственного водного реестра России относится к Уральскому бассейновому округу, водохозяйственный участок реки — Сакмара от истока до впадения реки Большой Ик. Речной бассейн реки — Урал (российская часть бассейна).
Код объекта в государственном водном реестре — 12010000512112200005263.